# آرنه بروستاد
آرنه بروستاد (بالنرويجية البوكمول: Arne Brustad)‏ (مواليد 14 أبريل 1912) هو لاعب كرة قدم. يلعب مع منتخب النرويج لكرة القدم. سبق له أن لعب في كأس العالم لكرة القدم مع منتخب بلاده.

## الروابط الخارجية
- آرنه بروستاد على موقع الاتحاد الدولي (مؤرشف)  (الإنجليزية)
- آرنه بروستاد على موقع اتحاد النرويج (النرويجية)
- آرنه بروستاد على موقع قاعدة بيانات كرة القدم.إي يو (الإنجليزية)
- آرنه بروستاد على موقع ناشيونال فوتبول تيمز (الإنجليزية)
- آرنه بروستاد على موقع Soccerway.com (الإنجليزية)
- آرنه بروستاد على موقع عالم كرة القدم.نت (الإنجليزية)
- آرنه بروستاد على موقع أوليمبيديا (الإنجليزية)